# Lekkerkerk

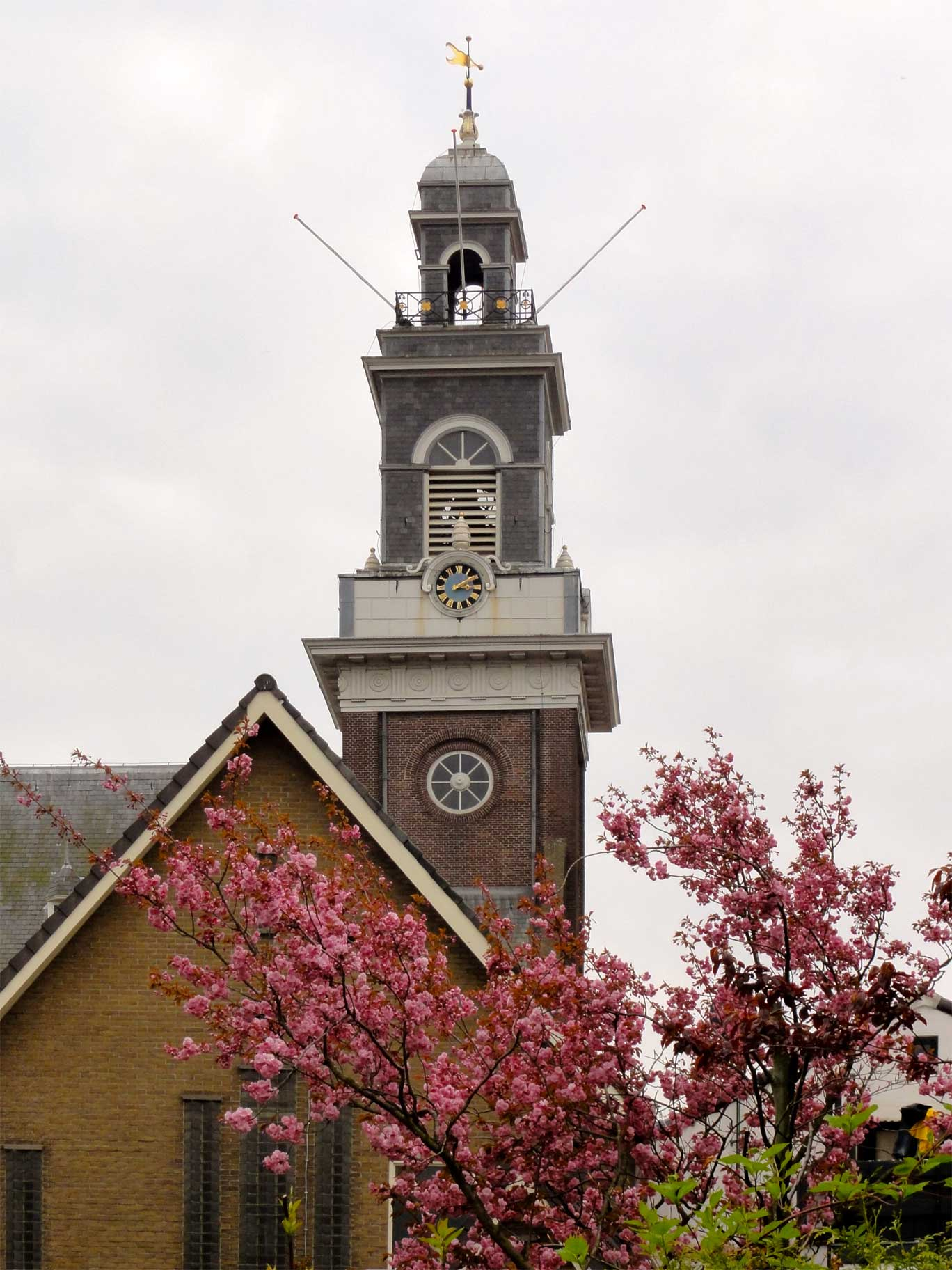
Lekkerkerk: la chiesa di San Giovanni

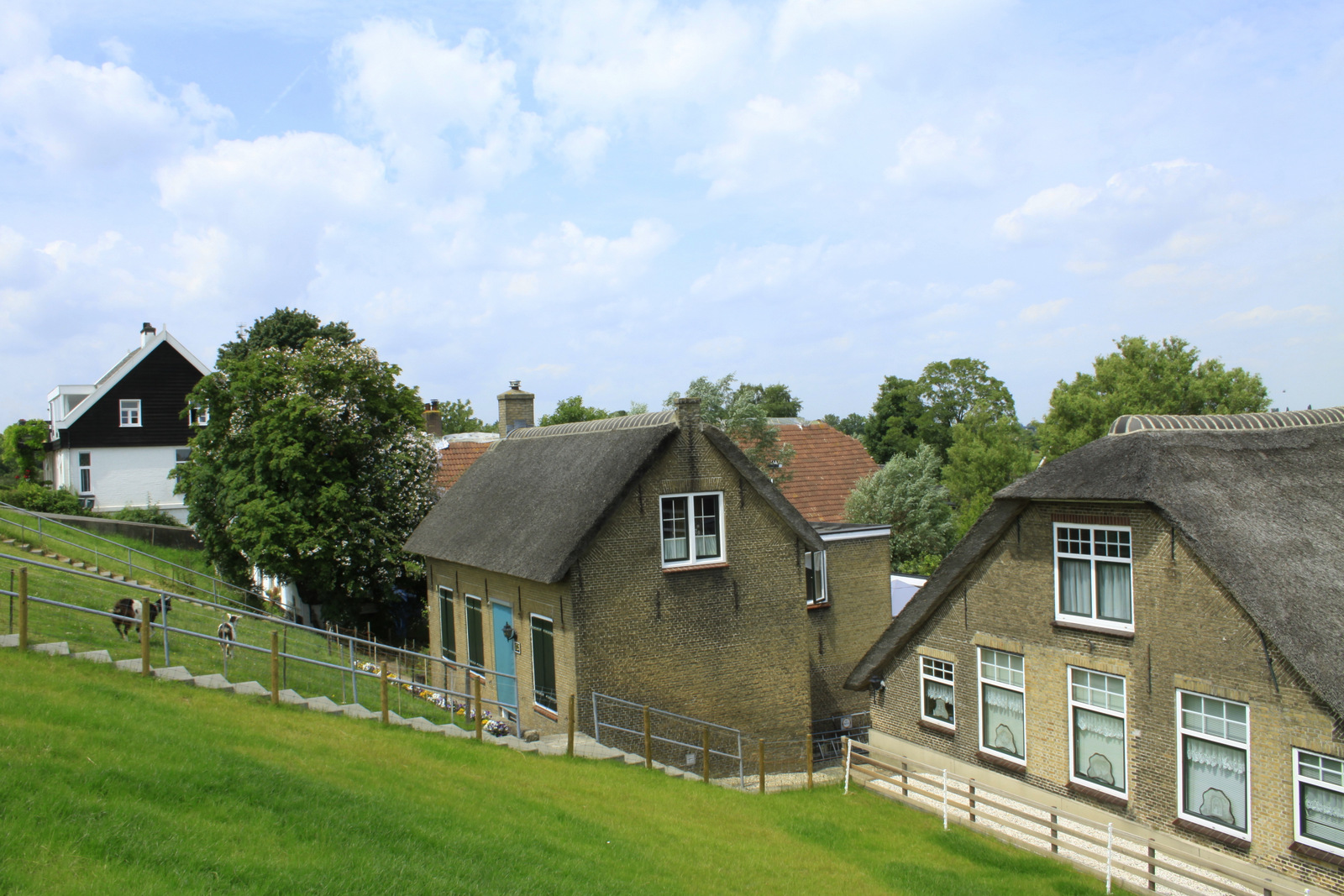
Antiche fattorie dal tetto di paglia a Lekkerkerk

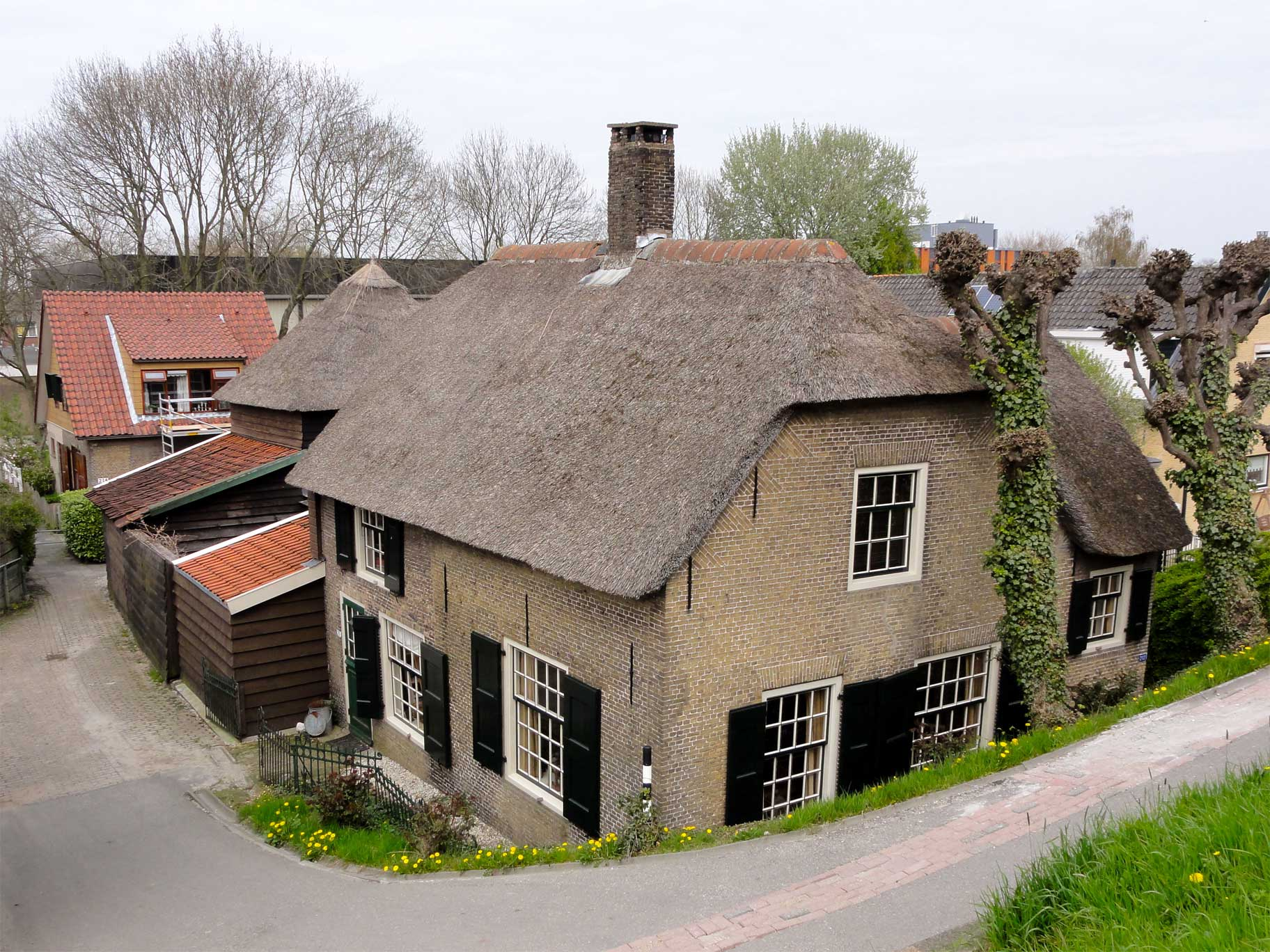
Antiche fattorie dal tetto di paglia nella Voorstraat di Lekkerkerk

Lekkerkerk è una località di circa 7.600 abitanti del sud-ovest dei Paesi Bassi, facente parte della provincia dell'Olanda Meridionale. 
Dal punto di vista amministrativo, si tratta di un ex-comune, dal 1985 accorpato alla municipalità di Nederlek (di cui era il capoluogo), municipalità a sua volta inglobata nel 2015 nel comune di Krimpenerwaard.

## Geografia fisica

### Territorio
Lekkerkerk si estende, come suggerisce il nome, lungo il corso del fiume Lek, e, più precisamente, lungo la sua sponda meridionale, e si trova a pochi chilometri da Rotterdam, tra le località di Krimpen aan den IJssel, Krimpen aan de Lek e Groot-Ammers (rispettivamente ad est delle prime e ad ovest della seconda)..

## Origini del nome
Il toponimo Lekkerkerk, attestato anticamente come Leckerkerke nel 1331, significa letteralmente Chiesa sul Lek.

## Storia
Nel 1342 Lekkerkerk divenne un'alta signoria, dalla quale dipendevano le basse signorie di Krimpen aan de Lek, Krimpen aan den IJssel, Stormpolder, Ouderkerk aan den IJssel e Zuidbroek.
Nel 1475 il villaggio fu investito da un'inondazione causata dalla rottura della diga sul fiume Lek.
Nel 1760 fu costruito lungo il fiume Lek un muro in pietra per proteggere il villaggio dalle inondazioni.
La località conobbe la propria espansione a partire dagli inizi del XX secolo.

### Simboli
Lo stemma di Lekkerkerk è costituito da tre mezze lune di color nero su sfondo bianco.
Questo stemma, comune a varie località dell'Olanda Meridionale, è derivato da quello del casato Van Polanen.

## Monumenti e luoghi d'interesse
Lekkerkerk vanta 13 edifici classificati come rijksmonumenten.

### Architetture religiose

#### Chiesa di San Giovanni
Il Principale edificio religioso di Lekkerkerk è la Johanniskerk (Chiesa di San Giovanni) o Grote Kerk (Chiesa grande), eretta nel 1575 e rimodellata nel 1615.

## Società

### Evoluzione demografica
Al censimento del 2018, Lekkerkerk contava una popolazione pari a 7.630 abitanti.
La località ha conosciuto un decremento demografico rispetto al 2017, quando contava una popolazione pari a 7.705 abitanti.

## Geografia antropica

### Suddivisioni amministrative
Buurtschappen
- Loet
- Opperduit
- Schuwacht

## Cultura

### Eventi
- Festa di mezza estate: celebrata in agosto.[2]

## Sport

### Ciclismo
A Lekkerkerk si svolge annualmente dall'inizio degli anni sessanta una gara ciclistica, la Ronde van Lekkerkerk.

### Calcio
La squadra di calcio locale è il VV Lekkerkerk, fondata nel 
1927.